# میکل هرمان
میکل هرمان (انگلیسی: Maikel Hermann؛ زادهٔ ۱۸ مارس ۱۹۷۶) بازیکن فوتبال اهل اسپانیا است.
از باشگاه‌هایی که در آن بازی کرده‌است می‌توان به باشگاه فوتبال لوگو، باشگاه ورزشی تنریف، باشگاه فوتبال کامپوستلا، باشگاه فوتبال دپورتیوو لاکرونیا، باشگاه فوتبال ختافه، و باشگاه فوتبال خرز اشاره کرد.